# Nauloco

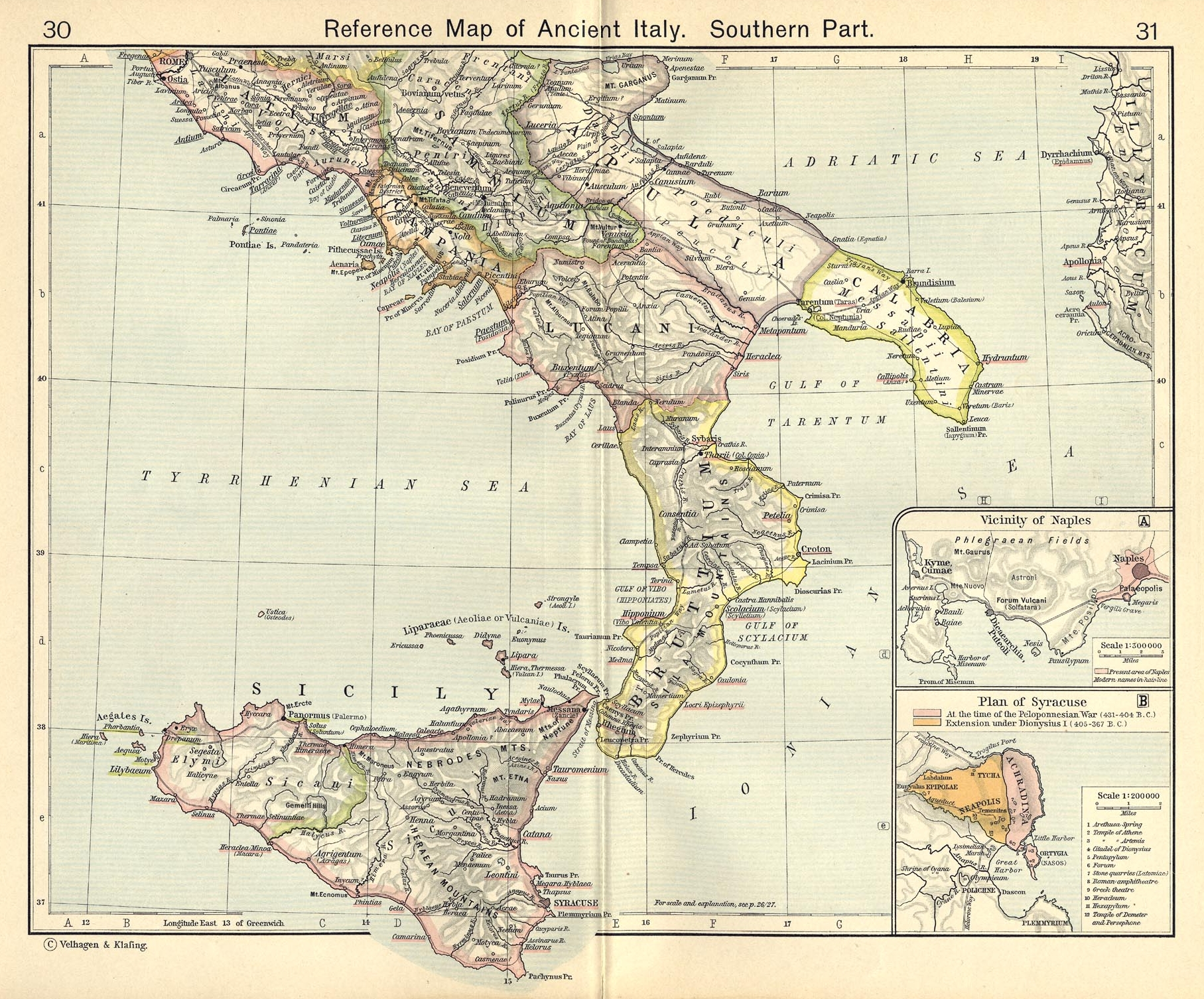
Nauloco no mapa da Sicília antiga

Nauloco (em grego clássico: Ναύλοχα; romaniz.: Náulocha em Apiano, que significa "refúgio para os navios") foi uma antiga cidade na Sicília situada ao entre Milas (atual Milazzo) e "Capo Peloro" (Punta del Faro).

## Historia
A cidade entrou para a história por tem sido palco da grande batalha naval em que Sexto Pompeu foi derrotado por Marco Vipsânio Agripa em 36 a.C., o local da batalha foi entre Mylae e Nauloco. Pompeu durante a batalha, estava acampado com suas forças terrestres em Nauloco e Augusto, após a vitória tomou a cidade como uma base naval, enquanto Agripa e Lépido como ponto de partida para atacar Messana (atual Messina).
Nauloco foi um importante estaleiro, sua doca de ancoragem era de grande capacidade, capaz de acomodar 300 navios.

## Controvérsias sobre a localização de Nauloco
Alguns questionam sua existência como um lugar povoado, mas Sílio Itálico incluiu a cidade em sua lista de cidades sicilianas. O historiador Apiano de Alexandria colocou a cidade entre Milazzo e Cabo Rasocolmo (Promontório Palacrian de Ptolomeu), provavelmente não muito longe deste ponto, mas até à data ainda não foi identificada a sua localização exata.
De acordo com outras teorias, a Nauloco está localizado no Pantano Giammoro ou perto da Foz do Niceto, em uma área costeira entre as aldeias de Pace del Mela, San Pier Niceto, Monforte e Torregrotta, que no passado era chamado Pantanum. A hipótese Giammoro é apoiado pelo historiador e padre Giovanni Parisi e pelo arqueólogo Cláudio Saporetti.